# NGC 4164
NGC 4164 ist eine elliptische Galaxie vom Hubble-Typ E3 im Sternbild Jungfrau am Nordsternhimmel. Sie ist schätzungsweise 779 Millionen Lichtjahre von der Milchstraße entfernt.
Das Objekt wurde am 22. März 1878 von Wilhelm Tempel entdeckt.